# سیارک ۴۰۸۰
سیارک ۴۰۸۰ (به انگلیسی: 4080 Galinskij، نامگذاری:1983PW) چهار هزار و هشتادمین سیارک کشف شده‌است که در ۴ اوت ۱۹۸۳ کشف شد.
قدر مطلق سیارک برابر ۱۳٫۳۰ است.